# Етно ресторан Фијакер
Етно ресторан Фијакер се налази у улици Соње Маринковић, у Парку Хероја, у центру града, у Сомбору. Успешно послује од 2011. године. 

## О ресторану
Ресторан је смештен у централном градском парку, окружен зеленилом и појем птица. Саграђен је у етно стилу у правом војвођанском духу. Традиционални елементи који су присутни у ресторану су оно што га чини посебним.
Простор ресторана је подељен на затворен простор, наткривен спољашњи простор и простор на отвореном. У склопу Ресторана Фијакер је велика башта у којој се налази језерце.

## Угоститељска понуда
Етно ресторан фијакер у понуди има широк асортиман јела из домаће војвођанске кухиње као и јела интернационалне кухиње.
Из менија Етно ресторана "Фијакер": Закуска Фијакер, Домаћа печеница, Тањир сирева, Сељачки доручак, Морчија супа, Циганска лепиња, Поховане лоптице од три врсте сира, Пилеће ролнице Фијакер, Поховани пилећи филе, Пилећи батак са сувим шљивама, Пилећи филе у горгонзоли, Пуњена пилетина у сосу од печурака, Медаљони у сосу од печурака, Филе ражњић у сосу од печурака, Пилећи ролат у сланини, Фијакер шницла, Ћурећи медаљони у сосу од печурака, Ћурећи филе у сосу од шареног бибера... 
Спесијалити куће су: Димљена буткица у сосу од црног пива, Димљена ребарца у сосу од црног пива, Телетина испод сача, Гравче на тавче са димљеном кобасицом и Димљена буткица за једну особу.
Познати су по јелима са роштиља као и специјалитетима од рибе. Рибљи специјалитети из менија: Пастрмка на жару, Бранцин на жару, Филет лососа на жару. Јела са роштиља: Плата Фијакер, Батак на жару, Пилећи филе на жару, Филе ражњић у сланини, Свињски врат из маринаде, Мешано месо, Ћурећи филе на жару, идр.
За десерт увек препорука Пита од боровница .